# Making Movies
A Making Movies a Dire Straits brit rockegyüttes harmadik stúdióalbuma, 1980-ban jelent meg. Újdonsága, hogy a Dire Straits először itt használt billentyűsöket. A Rolling Stone magazin az 52. helyre sorolta a 100 Best Albums of 80's listáján. A Billboard albumlistán a 19., az angol albumlistán a 4. helyen végzett.

## Az album dalai
1. Tunnel of Love – 8:08
2. Romeo and Juliet – 5:54
3. Skateaway – 6:18
4. Expresso Love – 5:04
5. Hand in Hand – 4:48
6. Solid Rock – 3:19
7. Les Boys – 4:07

## Kislemezek
1981 Romeo and Juliet #8 UK

1981 Skateaway #37 UK, #58 US